# Ni à vendre ni à louer
Pour plus de détails, voir Fiche technique et Distribution.
Ni à vendre ni à louer est une comédie française réalisée par Pascal Rabaté, sortie en 2011.

## Synopsis
Plusieurs histoires s’enchevêtrent et plusieurs destins s’entrecroisent dans ce film sans paroles. Au Croisic pendant la morte saison, deux couples séjournent à l’hôtel L’Océan et vont sur la même plage. Lui jouant inlassablement avec son cerf-volant, elle s’ennuyant à le regarder. Elle écoutant interminablement son téléphone, lui passant le temps en pliant un chapeau en papier. Le cerf-volant échappé s’envole avec le collier de la dame au téléphone. Les deux courent après, pendant que leurs moitiés délaissées se consolent. Dans le même hôtel, un bellâtre arrivé en décapotable se rend en sous-vêtements féminins dans une chambre où l’attend son amante dominatrice.
Dans un camping non loin, un père de famille s’inquiète de voir ses deux filles flirter avec deux étudiants aux beaux-arts. Un autre père de famille, psychorigide, fait procéder militairement au montage de la tente familiale. Les parents se retrouvent pour l’apéritif devant la minuscule maison de vacances d’un couple de retraités énamourés.
En ville, une veuve inconsolable et sa fille veillent le disparu. Le gérant d’une supérette minimaliste dessine lui-même ses codes-barres. Sur la plage, deux jeunes punks tracent les contours de leur maison dans le sable. Venant perturber toutes ces existences, deux escrocs hirsutes et malappris sèment la confusion.

## Fiche technique
- Titre : Ni à vendre ni à louer
- Titre international : Holidays by the Sea
- Réalisation : Pascal Rabaté
- Scénario : Pascal Rabaté
- Photographie : Benoît Chamaillard
- Musique : Alain Pewzner
- Supervision musicale : Varda Kakon
- Montage : Jean-François Elie
- Chef décorateur : Angelo Zamparutti
- Décors : François Pinel
- Costumes : Virginie Alba
- Son : Jean-François Maître, Martin Gracineau et Jocelyn Robert
- Producteur : Xavier Delmas
- Société de production : Loin derrière l'Oural
- Soutien à la production : Canal+, CinéCinéma, le CNC, Cinémages 5 et la région Pays-de-la-Loire
- Budget : 1.48M€[1]
- Pays d'origine :  France
- Format : Panavision - couleur - 2.35 : 1 - 35mm - Red - Digital intermediate (en)
- Son : Dolby Digital
- Durée : 77 minutes
- Date de sortie : France : 29 juin 2011
- Société de distribution : Ad Vitam (France)
- Visa d'exploitation n°126 723
- Box-office France : 119 716 entrées[2]

## Distribution
- Jacques Gamblin : Monsieur Cerf-volant
- Maria de Medeiros : Madame Collier
- François Damiens : Monsieur Fraises
- François Morel : homme tente
- Dominique Pinon : homme caravanes
- Arsène Mosca : l'épicier
- Marie Kremer : l'orpheline
- Chantal Neuwirth : la veuve
- Catherine Hosmalin : femme maisonnette
- Charles Schneider : homme maisonnette
- Gustave Kervern : golfeur vert
- Vincent Martin : golfeur orange
- Stéphanie Pillonca-Kervern : Madame crème chantilly
- David Salles : le VRP SM
- Patricia Franchino : la dominatrice SM
- Franck Cimière : l'employé des pompes funèbres
- Gautier Renault : le fils ainé de l'épicier
- Padrig Vion : le fils cadet de l'épicier
- Fleur Monharoul : Fille caravane 1
- Charlotte Dewevre : la Punkette blonde
- Olivier Texier : monsieur Girafe
- Jean-Philippe Dugand : Mike Brank
- Soazig Ségalou : Foxy Lafoune

## Distinctions
- Prix du meilleur réalisateur au Festival international du film de Karlovy Vary, 2011.
- Prix du meilleur film Be TV Award et RTBF TV Award au Brussels Film Festival, 2011.
- Prix spécial du jury au Batumi International Art House Film Festival (Géorgie), 2011.

## Autour du film
- Le film se veut proche des réalisations de Jacques Tati d'un point de vue stylistique et géographique[3] (Le Croisic, presqu'île de Saint-Nazaire[4] et Nantes[5]).
- Deuxième long-métrage de Pascal Rabaté à faire apparaître des Mini Comtesse[6].